# Kategoria Superiore (2020/2021)
Kategoria Superiore 2020/2021 – 82. edycja rozgrywek ligowych najwyższego poziomu piłki nożnej mężczyzn w Albanii. Brało w niej udział 10 drużyn, które w okresie od 4 października 2021 do 26 maja 2022 rozegrały 36 kolejek meczów. Początkowo rozgrywki planowano rozpocząć 12 września 2020 r., ale wszystkie uczestniczące kluby zdecydowały się zbojkotować zawody, dopóki rząd nie spełni ich żądań.
Obrońcą tytułu była Tirana. Mistrzostwo po raz drugi w swej historii zdobyła Teuta. W tym roku bezpośrednio spadły 2 ostatnie drużyny, a 8. drużyna klasyfikacji końcowej zagrała w barażach o utrzymanie, wygrywając je.

## Uczestnicy
| Uczestnicy poprzedniej edycji                                                                                 | Uczestnicy poprzedniej edycji | Uczestnicy poprzedniej edycji | Uczestnicy poprzedniej edycji |
| --- | ----------------------------- | ----------------------------- | ----------------------------- |
| TIR | KF Tirana                     | 1                             |                               |
| KUK | Kukësi                        | 2                             |                               |
| LAÇ | KF Laçi                       | 3                             |                               |
| SKË | Skënderbeu Korcza             | 4                             |                               |
| TEU | Teuta Durrës                  | 5                             |                               |
| PAR | Partizani Tirana              | 6                             |                               |
| BYL | Bylis Ballsh                  | 7                             |                               |
| Zwycięzca baraży o Kategoria Superiore                                                                        |                               |                               |                               |
| VLS | KF Vllaznia                   | 8                             |                               |
| Awans z Kategoria e Parë 2019/2020                                                                            |                               |                               |                               |
| KAS | Kastrioti Kruja               | 1 (gr. A)                     |                               |
| APO | Apolonia Fier                 | 1 (gr. B)                     |                               |
| Oznaczenia: - kolumna pierwsza – skróty nazw drużyn, - kolumna trzecia – miejsce zajęte w poprzednim sezonie. |                               |                               |                               |

## Tabela
| Lp. | Drużyna           | M  | Z  | R  | P  | B+ | B- | +/– | Pkt | Kwalifikacja lub spadek                                               |
| --- | ----------------- | -- | -- | -- | -- | -- | -- | --- | --- | --------------------------------------------------------------------- |
| 1   | Teuta (M)         | 36 | 17 | 15 | 4  | 42 | 16 | +26 | 66  | Kwalifikacja do Liga Mistrzów UEFA • I runda kwalifikacyjna           |
| 2   | Vllaznia (P)      | 36 | 19 | 9  | 8  | 44 | 22 | +22 | 66  | Kwalifikacja do Liga Konferencji Europy UEFA • I runda kwalifikacyjna |
| 3   | Partizani         | 36 | 17 | 14 | 5  | 53 | 23 | +30 | 65  | Kwalifikacja do Liga Konferencji Europy UEFA • I runda kwalifikacyjna |
| 4   | Laçi              | 36 | 16 | 13 | 7  | 41 | 26 | +15 | 61  | Kwalifikacja do Liga Konferencji Europy UEFA • I runda kwalifikacyjna |
| 5   | Tirana            | 36 | 15 | 13 | 8  | 41 | 26 | +15 | 58  |                                                                       |
| 6   | Kukësi            | 36 | 13 | 6  | 17 | 47 | 48 | −1  | 45  |                                                                       |
| 7   | Skënderbeu        | 36 | 9  | 10 | 17 | 34 | 55 | −21 | 37  |                                                                       |
| 8   | Kastrioti (B, O)  | 36 | 8  | 11 | 17 | 26 | 44 | −18 | 35  | Baraże o Kategoria Superiore                                          |
| 9   | Bylis Ballsh (S)  | 36 | 7  | 10 | 19 | 28 | 51 | −23 | 31  | Spadek do Kategoria e Parë                                            |
| 10  | Apolonia Fier (S) | 36 | 4  | 9  | 23 | 22 | 67 | −45 | 21  | Spadek do Kategoria e Parë                                            |

1. ↑  Laçi przyznano miejsce w Lidze Konferencji Europy, ponieważ Vllaznia, zwycięzca Pucharu Albanii, już zakwalifikował się do rozgrywek europejskich na podstawie pozycji w lidze.
2. ↑  Skënderbeu w marcu 2018 r. otrzymała zakaz udziału w europejskich zawodach przez dziesięć lat z powodu ustawianie meczów[3].

## Wyniki
| Gospodarz \ Gość | APO | BYL | KAS | KUK | LAÇ | PAR | SKË | TEU | TIR | VLL | APO | BYL | KAS | KUK | LAÇ | PAR | SKË | TEU | TIR | VLL |
| ---------------- | --- | --- | --- | --- | --- | --- | --- | --- | --- | --- | --- | --- | --- | --- | --- | --- | --- | --- | --- | --- |
| Apolonia Fier    |     | 2–2 | 2–1 | 1–3 | 1–0 | 0–3 | 1–0 | 0–1 | 0–1 | 0–1 |     | 0–1 | 2–1 | 0–3 | 0–1 | 1–1 | 1–2 | 0–2 | 1–1 | 0–6 |
| Bylis Ballsh     | 3–1 |     | 2–1 | 0–3 | 1–1 | 1–2 | 0–2 | 0–0 | 0–0 | 0–1 | 1–0 |     | 1–1 | 2–1 | 0–1 | 2–4 | 1–0 | 1–1 | 0–0 | 0–1 |
| Kastrioti        | 1–1 | 1–0 |     | 1–0 | 1–0 | 2–1 | 2–2 | 0–1 | 1–1 | 0–3 | 0–0 | 1–1 |     | 0–3 | 0–0 | 0–3 | 0–2 | 1–2 | 1–2 | 0–1 |
| Kukësi           | 1–0 | 2–1 | 0–1 |     | 1–0 | 0–2 | 3–1 | 0–3 | 0–0 | 0–1 | 1–1 | 2–1 | 1–2 |     | 1–2 | 1–2 | 0–1 | 0–2 | 2–2 | 3–1 |
| Laçi             | 6–1 | 2–0 | 1–1 | 3–2 |     | 3–2 | 1–1 | 1–0 | 0–1 | 1–0 | 1–1 | 2–1 | 1–0 | 2–0 |     | 2–2 | 0–0 | 0–0 | 1–2 | 0–0 |
| Partizani        | 1–1 | 0–0 | 2–0 | 4–1 | 0–0 |     | 4–0 | 0–0 | 1–0 | 0–0 | 1–0 | 3–0 | 3–1 | 4–0 | 1–1 |     | 0–1 | 0–0 | 0–0 | 0–1 |
| Skënderbeu       | 1–1 | 4–3 | 1–2 | 0–4 | 1–1 | 1–2 |     | 1–3 | 1–1 | 0–2 | 2–0 | 2–1 | 0–1 | 2–1 | 0–2 | 1–1 |     | 0–1 | 0–0 | 1–1 |
| Teuta            | 1–0 | 2–0 | 1–1 | 0–0 | 1–1 | 1–1 | 1–1 |     | 1–1 | 0–0 | 6–1 | 4–0 | 0–0 | 2–2 | 1–0 | 0–1 | 2–0 |     | 0–2 | 1–0 |
| Tirana           | 3–0 | 0–0 | 2–1 | 2–0 | 0–1 | 0–0 | 2–0 | 0–1 |     | 1–1 | 5–2 | 2–0 | 1–0 | 0–2 | 0–1 | 1–2 | 3–1 | 0–1 |     | 1–0 |
| Vllaznia         | 2–0 | 1–0 | 0–0 | 2–4 | 1–2 | 1–0 | 5–1 | 1–0 | 3–2 |     | 1–0 | 1–2 | 1–0 | 0–0 | 2–0 | 0–0 | 2–1 | 0–0 | 1–2 |     |

## Baraże o Kategoria Superiore

### Drabinka
|  | Półfinał | Półfinał | Półfinał |        |   | Finał     | Finał     | Finał |  |
|  |          |          |          |        |   |           |           |       |  |
|  |          |          |          |        |   | Kastrioti | Kastrioti | 2     |  |
|  |          |          |          |        |   | Kastrioti | Kastrioti | 2     |  |
|  |          |          | Tomori   | Tomori | 1 |           |           |       |  |
|  | Burreli  | Burreli  | Tomori   | Tomori | 1 | 1         |           |       |  |
|  | Burreli  | Burreli  |          |        |   |           |           |       |  |
|  | Tomori   | Tomori   | 2        |        |   |           |           |       |  |

### Raport
| 26 maja 2021 | Burreli                          | 1:2   | Tomori                                                                           |                                             |
| 16:00        | Jasmin Raboshta 66' (k)          | (0:1) | 39' Mikel Canka · 55' Mario Barjamaj                                             | Elbasan Arena, Elbasan Sędzia: Florjan Lata |
| 16:00        | Alfred Zefi 68' · Mark Dodaj 87' | (0:1) | 28' Paolo Kasmollari · 68' Endrit Marku · 85' Andi Bakiasi · 90+2' Oltjan Haremi | Elbasan Arena, Elbasan Sędzia: Florjan Lata |

| 30 maja 2021 | Kastrioti                           | 2:1   | Tomori                           |                                            |
| 16:00        | Xhuljo Mehmeti 45' · Ermir Rezi 62' | (1:0) | 90+3' Klinti Qato                | Stadiumi Kamza, Kamëz Sędzia: Kridens Meta |
| 16:00        | Henry Okebugwu 70' · Isli Hidi 89'  | (1:0) | 58' Klinti Qato · 73' Rudin Nako | Stadiumi Kamza, Kamëz Sędzia: Kridens Meta |

## Najlepsi strzelcy
| Bramki | Strzelcy               | Drużyna      |
| ------ | ---------------------- | ------------ |
| 16(5)  | Dejvi Bregu            | Teuta        |
| 15(6)  | Agim Ibraimi           | Kukësi       |
| 15(2)  | Patrick Friday Eze     | Kukësi       |
| 12(1)  | Ardit Hoxhaj           | Vllaznia     |
| 11(2)  | Haris Dilaver          | Vllaznia     |
| 10(3)  | Beji Anthony           | Bylis Ballsh |
| 10(1)  | Devid De Santana Silva | Kastrioti    |
| 10     | Lorenco Vila           | Teuta        |

Stan na 2021-12-05.
Źródło: soccerway

## Stadiony
| Apolonia Fier         | Bylis Ballsh        | Kastrioti            | Kukësi                   | Laçi                |
| Stadiumi Loni Papuçiu | Stadiumi Adush Muça | Stadiumi Kamza       | Elbasan Arena            | Stadiumi Laçi       |
| Pojemność: 6 800      | Pojemność: 5 200    | Pojemność: 5 500     | Pojemność: 12 800        | Pojemność: 5 300    |
|                       |                     |                      |                          |                     |
| Partizani             | Skënderbeu          | Teuta                | Tirana                   | Vllaznia            |
| Elbasan Arena         | Stadiumi Skënderbeu | Stadiumi Niko Dovana | Stadiumi Selman Stërmasi | Stadion Loro-Boriçi |
| Pojemność: 12 800     | Pojemność: 12 343   | Pojemność: 12 040    | Pojemność: 9 500         | Pojemność: 16 000   |
|                       |                     |                      |                          |                     |